# René Eugène Fano
Homme d’affaires français dans la Chine post-impériale, René Fano, né à Paris en 1878 et mort à Paris en 1937, est l’inventeur d’un système d’épargne à loterie et un grand promoteur immobilier. Il a notamment stimulé la construction d’immeubles de prestige Art Déco dans la concession française de Shanghai au cours de l’entre-deux-guerres. Il est le père du musicien et compositeur français Michel Fano.

## Biographie

### La vie à Shanghai du début duXXesiècle
Fils d’un imprimeur parisien (Imprimerie Fano Emonet), René Eugène Fano, qui naît à Paris le 8 février 1878, est le troisième enfant de Paul-Anselme Fano, dont les ancêtres sont d’origine vénitienne. Après une éducation classique, avec un diplôme de comptable, et un premier emploi en 1898 comme coursier à la Banque de l’Indochine, il quitte la France pour la Chine en 1902. Un poste de caissier l’attend dans la succursale de Shanghai, basée dans la concession française, territoire chinois sous administration française depuis 1849 et faisant partie de la liste des ports ouverts aux étrangers depuis 1842. L’ascension de René Fano est si rapide qu’en 1905 il devient courtier de change et agent de biens, avec Jean Joseph Thesmar comme associé, jusqu’en 1910.
Désormais implanté professionnellement et assimilé à la communauté « occidentale » qui prospère à Shanghai en ce début du XXe siècle, il rencontre Margaret Ellinger, fille d’un négociant anglais dans le coton et la soie qu’il l’épouse en 1911.

### L’International Savings Society: épargne et loterie en Chine
En 1912, René Fano et son partenaire Jean Beudin ont l’idée de d’établir un fond d’épargne dans la métropole chinoise alors en plein essor économique. Ils fondent l’International Savings Society (ISS), une société de capitalisation par bons qui, après des débuts difficiles, va connaître ses premiers succès à la fin de la Première Guerre mondiale. Ces bons, d’une valeur nominale de 2000 dollars sur une durée de quinze ans, devaient rapporter un intérêt annuel aux porteurs qui s’engageaient à verser mensuellement douze dollars chinois, soit 2 000 dollars sur la durée. Les porteurs plus modestes pouvaient investir par demi bon (six dollars) ou par quart de bon (trois dollars).
En outre, cette formule de placement classique par capitalisation avait l’originalité d’être agrémentée d’un mécanisme de loterie très apprécié des souscripteurs chinois. Un tirage au sort était effectué le 15 de chaque mois ; certains bons étaient remboursés par anticipation, partiellement ou totalement (c’est-à-dire 2000 dollars). Ainsi 25% des encaissements mensuels étaient reversés aux porteurs de bons. Le porteur, normalement engagé par un contrat de capitalisation sur une durée bloquée de 14 ans, pouvait, s’il le souhaitait, cesser ses versements. La valeur de remboursement était indiquée au dos du bon et ne représentait pas toute l’épargne versée. Mais s’il prenait la décision d’arrêter avant la fin de la deuxième année, alors aucune épargne n’était constituée, et l’opération s’apparentait dans ce cas à un simple système de loterie.
À partir du 15 août 1921, l’ISS va créer un gros lot pouvant aller jusqu’à 50000 dollars, soit vingt-cinq fois le capital placé. La liste des bons gagnants, aussitôt publiée dans le Journal de Shanghai, était ainsi suivie en temps quasi-réel par les souscripteurs. Devant le succès remporté à Shanghai par cette formule d’épargne originale, l’ISS va étendre sa clientèle en Extrême-Orient en créant des succursales en Chine à Tientsin et à Harbin, et, en en dehors des ports ouverts, à Pékin, Canton, Mukden (ville de Shenyang), Tsinanfu, … ; ainsi qu’à Bangkok en Thaïlande. Selon un bilan daté de 1934, l’ISS avait déjà émis 131310 bons à primes de 2000 dollars représentant un capital de 262,6 M dollars. Comme toute société d’épargne, l’ISS devait légalement placer 25% de ses encaissements en emprunts de première catégorie : notamment les emprunts des municipalités française et internationale de Shanghai.

### Les gratte-ciel Arts Déco de la Concession française
Tandis que l’ISS draine une grande partie de l’épargne chinoise, il devient nécessaire de constituer des réserves potentielles à long terme. Une partie importante des disponibilités va ainsi être investie dans le foncier par l’achat de terrains et la réalisation de constructions d’immeubles de rapport. À cette fin, René Fano et ses associés créent le 15 décembre 1920 la Foncière et Immobilière de Chine (FONCIM), une société spécialisée dans la gestion immobilière qui va contribuer de façon importante au développement immobilier à Shanghai.
En 1930, la concession française est à son apogée économique et culturel. Durant l'entre-deux-guerres, Shanghai était connue comme la métropole la plus florissante de la région, avec comme surnom le "Paris de l'Orient " : à la fois centre d'affaires régional de première importance en Asie et, pour les expatriés qui avaient la chance d’y résider, un environnement de qualité. Ville la plus moderne de Chine, Shanghai participe à l’Exposition internationale des Arts Décoratifs qui se tient à Paris en 1925. C’est dans ce contexte que la tendance Art Déco va s’immiscer dans l'architecture de la ville chinoise, coïncidant avec le boom immobilier que celle-ci va connaître au tournant des années 1920-1930.
Entre 1929 et 1938, on va construire à Shanghai trente-huit gratte-ciel de dix étages ou plus, la plupart dans le style Art Déco. Passionné d'art et d'architecture, René Fano est sensible à l’esthétique innovante des formes épurées et géométriques, des lignes simples et droites qui viennent se substituer aux courbes et ondulations de l’Art Nouveau qui commençait à se démoder. À travers les deux sociétés de son groupe d'investisseurs, l’ISS et la FONCIM, Fano va devenir l'un des promoteurs majeurs du style Art Déco à Shanghai.
On fait appel à des architectes occidentaux implantés en Chine comme les français Alexandre Léonard et Paul Vesseyre (cabinet Léonard & Vesseyre,) pour la réalisation d’immeubles portant le nom de provinces françaises comme Le Béarn, Le Gascogne, ou le Dauphiné ; au tchécoslovaque László Hudec pour Le Normandie (ou Normandy), devenu en 1953 Wukang Mansion (en) (ou Wukang Building) ; ainsi qu’au suisse René Minutti, pour Le Picardie, un immeuble de quatorze étages érigé en 1934 sur une parcelle polygonale en pointe d’îlot et devenu plus tard le Hengshan Picardie Hotel (en).
Ces immeubles vont devenir la vitrine de l’ISS, garantie des actifs de la société. Après la fin du régime des concessions, la sortie du Picardie de l’ISS va nécessiter la création, le 29 mars 1944, de la société immobilière éponyme indépendante « Picardie », troisième entreprise du groupe. Dans leur grande majorité, les vingt-sept immeubles construits par les sociétés de René Fano entre 1920 et 1935 ont été classés au patrimoine architectural de Shanghai en 1994 et étaient encore existants au XXIe siècle.

### Autres responsabilités à Shanghai
René Fano a été à deux reprises élu au conseil municipal (de la Concession française), respectivement de 1919 à 1921, puis de 1923 à 1925. En 1923, il devient également président du Cercle Sportif Français et suit les travaux du nouveau bâtiment achevé en 1926, première et magistrale œuvre réalisée à Shanghai par le cabinet Léonard & Veysseyre déjà cité,. René Fano est aussi administrateur de l’Assurance Franco-Asiatique (AFA) qu’il crée le 9 avril 1919, seule société française ayant son siège en Chine, lequel sera transféré de Shanghai à Paris en 1933.

### Rentrée en France et décès
Le 9 janvier 1936, René Fano préside le 197e Conseil d’Administration de l’ISS qui sera aussi son dernier. Un cancer de la langue l’oblige à quitter Shanghai pour aller se faire soigner en France. Après une agonie de quatorze mois, il meurt le 8 mars 1937 à l’âge de 59 ans à son domicile parisien du 2 rue de Lota, Paris 16e. L’annonce de sa disparition est faite par Michael Speelman, son successeur à la présidence de l’ISS, lors de sa 214e réunion du Conseil d’Administration le 15 mars 1937. Le Journal de Shanghai fait paraître une nécrologie sous la plume de Jean Fredet, Président de la Chambre de Commerce de Chine à Shanghai.

### Vie privée
René Fano s’est marié le 11 avril 1911 avec Margaret Ellinger, née le 18 avril 1892 à Manchester ; il a trente-trois ans, elle en a dix-neuf. Ils auront sept enfants : l’aîné, Paul, meurt en bas âge ; le puiné, Pierre Fano, né à Shanghai le 5 janvier 1916, qui reprendra les affaires familiales à Shanghai de 1946 à 1955. En 1923, lorsque les aînés des enfants ont l’âge d’aller à l’école, Margaret Fano vient s’installer en France. Le couple aura un dernier enfant, Michel Fano, né à Paris le 9 décembre 1929, qui deviendra compositeur et homme de cinéma. L’éloignement faisant, lui à Shanghai, elle à Paris, le couple divorce en 1933 et Margaret épouse l’année suivante Georges Le Fèvre, écrivain et grand reporter au Figaro. René Fano ne se remariera jamais.

### L’héritage de René Fano sous le régime communiste
Après sa disparition, René Fano laisse en Chine un héritage financier et immobilier considérable dont l’administration va évoluer au cours des changements de régimes politiques qui vont précéder et succéder la Seconde Guerre mondiale. En novembre 1937, à la suite de la bataille de Shanghai, la ville est occupée par l’armée nippone. Le 30 mars 1940, Wang Jingwei est le premier président du gouvernement collaborateur mis en place à Nankin par le Japon, appelé par ses détracteurs « gouvernement fantoche de Nankin ». C’est dans ce contexte que, le 30 juillet 1943, le régime de la concession française de Shanghai s’achève officiellement. Sur ordre du gouvernement français de Vichy, son administration civile est transférée à la Mairie de Shanghai. Mais en 1945, la victoire change de camp : la capitulation du Japon est signée le 2 septembre 1945 avec le général américain MacArthur. Lâché par les Japonais, le gouvernement fantoche, présidé en 1945 par Chen Gongbo, est chassé par les forces du Kuomintang, parti nationaliste dirigé par le général Tchang Kaï-chek, qui reprennent le contrôle de l’ensemble du territoire chinois.
La fin de la paralysie causée par la guerre redonne un essor à l’économie mondiale et aux échanges internationaux. Le Gouvernement provisoire de la République française et la Chine de Tchang Kaï-chek normalisent leurs relations et confirment la restitution des concessions par le traité de Chongqing du 28 février 1946, (voir Journal officiel du 19 mai 1946). Afin de défendre les intérêts français à Shanghai, Pierre Fano, cadre trentenaire aux services financiers de la SNCF et fils aîné de René Fano, est - à la demande du ministère français des Affaires Étrangères - envoyé dans la métropole chinoise récemment libérée. Il y débarque en mai 1946 avec comme mission de gérer les trois sociétés issues de l’empire de René Fano : ISS, FONCIM et Société Immobilière Picardie. Parti en Chine pour une mission renouvelable par tranches de six mois, Pierre Fano va y rester près de dix ans.
Le 1er octobre 1949, après la guerre civile contre le Kuomintang qui va voir la défaite de Tchang Kaï-chek, les forces communistes emmenées par Mao Zedong proclament la naissance de la république populaire de Chine. Néanmoins, les nouveaux dirigeants de Pékin vont dans un premier temps respecter la propriété privée foncière des étrangers restés sur place. Ainsi Pierre Fano va-t-il pouvoir administrer les trois sociétés, du moins jusqu'en décembre 1953, et endosser le costume de président du Cercle Sportif Français de Shanghai si cher à son père, malgré un nombre de plus en plus restreint de ses membres.
Au bout de quelques années, les gouvernants chinois vont cependant durcir leurs relations avec les détenteurs d’actifs étrangers d’avant la Révolution communiste : le 8 janvier 1954, les biens de l'ISS, immeubles et comptes bancaires, sont saisis et mis sous séquestre par le "Shanghai Military Control Commission, Currency Control". Les sommes saisies le 12 février 1954 sur les comptes bancaires de l'ISS et de Picardie s’élèvent à environ 2,91 milliards de Jen Min Piao (JMP) ou Yuans (soit environ 3,1 millions d’euros 2017). Pierre Fano se voit également obligé d’abandonner tous les actifs de l'ISS, FONCIM et Picardie, évalués par les autorités chinoises elles-mêmes à l’équivalent d’environ 74 millions d’euros 2017. Mais cela ne suffit pas et, afin de pouvoir obtenir son visa de sortie, Pierre Fano signe le 8 juillet 1955 non seulement l’abandon des actifs des trois sociétés, mais également une reconnaissance de dette équivalente à 150 millions USD 2017. En septembre 1955, l’opportunité d’une visite de parlementaires français en Chine permet au gouvernement chinois de faire un geste en accordant le visa de sortie de Pierre Fano.
Avec son épouse, Pierre Fano quitte enfin Shanghai en octobre 1955, après neuf ans et cinq mois passés en Chine dont six sous le régime communiste.

### Décoration
Chevalier de la Légion d’honneur en 1930, pour vingt-cinq ans de services rendus aux intérêts français en Extrême-Orient.